# Tuto Fela
Tuto Fela est un site archéologique situé en Éthiopie. Il s'agit d'un tumulus de type mégalithique correspondant à la superposition de deux cimetières successifs dont les tombes ont été surmontées de stèles de forme phallique. Ces stèles ont parfois été affublées d'un visage sculpté leur donnant ainsi une allure anthropomorphe.

## Historique
Le site est mentionné par quelques voyageurs au XIXe siècle mais les premières descriptions des stèles sont faites par le lieutenant Victor Chollet et Henri Neuville en 1905 et surtout par le père Azaïs et Roger Chambard en 1931. En 1935, des anthropologues allemands de l'Institut Frobenius dirigés par Adolf E. Jensen fouillent le site et emportent dix-sept stèles désormais conservées au Weltkulturen museum de Francfort. En 1982, Francis Anfray dans le cadre d'un inventaire archéologique de toute la région recense sur le site 66 stèles tombées et 70 debout. Une équipe dirigée par Roger Joussaume fouille le site entre 1993 et 1997. Le site a fait l'objet d'une restauration entre 1996 et 1998.

## Description
Le site a été édifié sur une éminence située à environ 2 000 m d'altitude, dominant le lac Abaya, dans une région à la végétation luxuriante. Il est constitué d'un tumulus d'environ 50 m de long sur 20 m de large et d'une hauteur maximale de 2 m résultant de l'accumulation de petits tas de pierres accolés et superposés les uns aux autres. Le tumulus est surmonté d'un groupe de stèles de forme phallique et anthropomorphe. Selon R. Joussaume, le site pourrait avoir regroupé au moins 350 stèles mais nombre d'entre elles ont été abattues et brisées pour être réutilisées dans les constructions des alentours. La hauteur des stèles varie de 0,70 à 2,50 m. Elles sont plus ou moins enfoncées dans la masse du tumulus, parfois sur pratiquement toute leur hauteur, certaines ne dépassant pas de la surface.

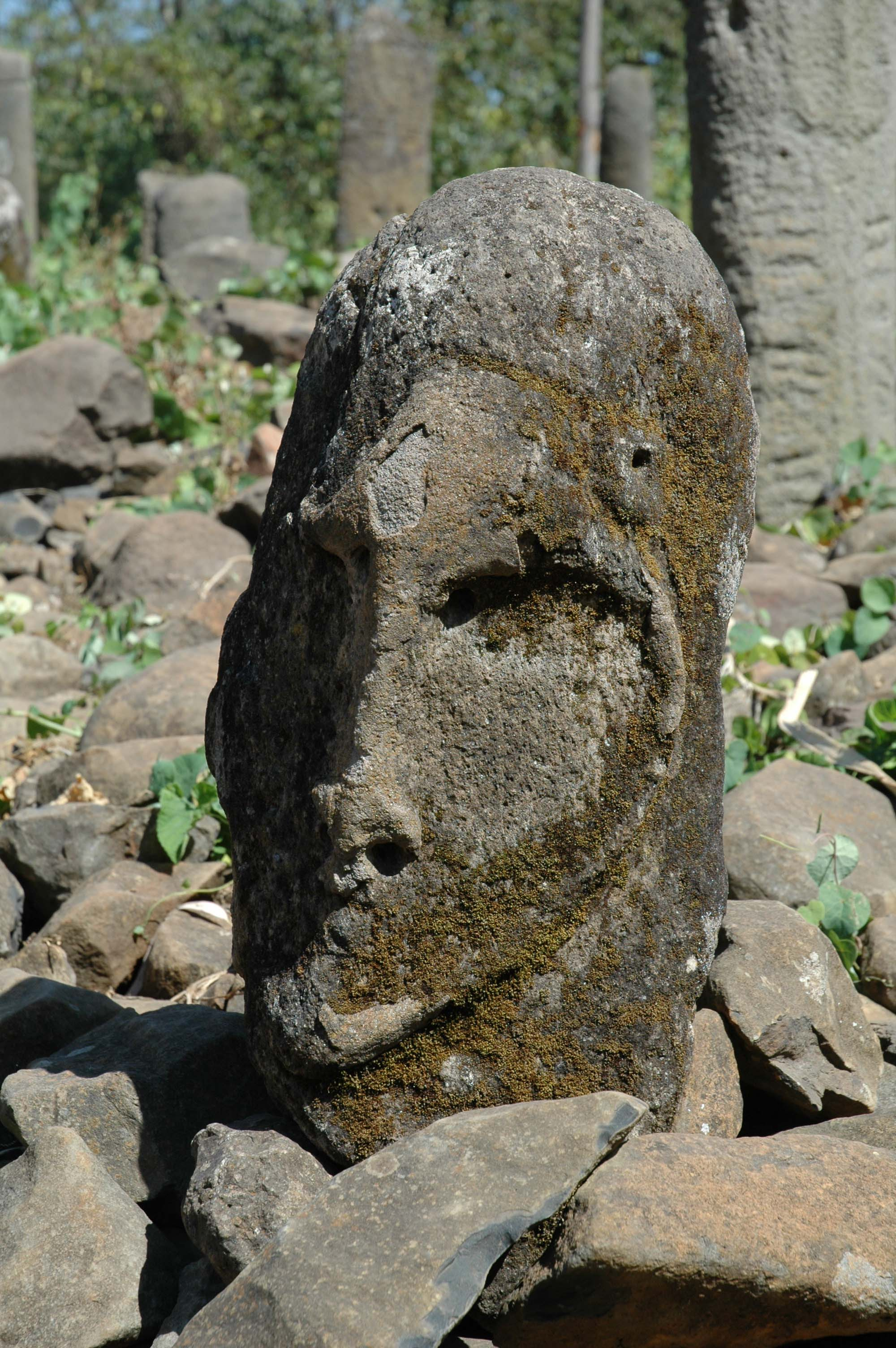
Tête d'une stèle anthropomorphe dépassant du tumulus.

Les stèles sont constituées de blocs de rhyolite taillés généralement sous la forme de cylindres par piquetage. Le fût est surmonté d'un hémisphère, le passage de l'un à l'autre étant marqué par un bourrelet ou une gorge périphérique, donnant à l'ensemble une forme phallique très explicite, la protubérance supérieure ayant la forme d'un gland. Le fût comporte la plupart du temps une zone aplatie gravée d'un sillon vertical, aboutissant en pied de stèle à une perforation, d'où partent à intervalle régulier des groupes de traits obliques mais parallèles, l'ensemble dessinant un décor de croisillons géométriques en relief. Il existe aussi des stèles phalliques sans aucun décor et des stèles non phalliques avec décor. La découverte de traces de peinture sur quelques stèles pourrait indiquer qu'elles étaient à l'origine peintes.
Certaines stèles phalliques ont été sculptées d'une tête bien marquée avec un nez long et étroit, épaté à la base, les yeux, les narines et éventuellement les oreilles étant représentés par de petites perforations circulaires. L'ovale du visage est parfois entouré d'un cordon, qui pourrait représenter une barbe, rejoignant dans sa partie supérieure les sourcils. Toutes les stèles anthropomorphes correspondent à d'anciennes stèles phalliques réaménagées et réutilisées, parfois redressées tête en bas. Elles sont donc postérieures aux stèles phalliques, elles ont d'ailleurs été sculptées avec des outils métalliques du type herminettes. Plusieurs stèles comportent en outre des rangées de petites cupules, correspondant à un jeu de guebeta, creusées dans la pierre à un stade où celle-ci était nécessairement en position horizontale : on peut donc supposer qu'elles correspondent à des stèles initialement dressées puis renversées puis à nouveau redressées.
Les stèles indiquent la présence de tombes, mais toutes les tombes ne sont pas associées à une stèle, ce qui pourrait indiquer une différenciation sociale. Les tombes sont essentiellement individuelles ou collectives (jusqu'à 4 individus). Elles sont situées à l'intérieur du tumulus, à différentes profondeurs, sans aucun aménagement spécifique : les corps ont été déposés au milieu du tumulus puis recouverts de pierres. Ils ont été découverts en position fléchie, les membres fortement contractés, ils pourraient avoir été inhumés renfermés dans un sac de cuir ou les membres maintenus par des liens. Selon R. Joussaume, le tumulus a pu accueillir près d'un millier d'inhumations successives. L'étude des ossements retrouvés indique qu'il s'agissait principalement d'individus adultes des deux sexes. La différentiation des stèles, plus ou moins décorées, pourrait correspondre au statut social du défunt. Le matériel funéraire associé à ces inhumations comprend quelques éléments de parure (perles en verre multicolore, bracelets en fer), de nombreuses poteries avec un décor ponctué ou linéaire, des éclats d'obsidienne et des fragments d'outils lithiques (hache polie, meules, molettes).
Ce tumulus fut édifié sur un premier cimetière comprenant lui-aussi des stèles phalliques associées à des tombes d'un type très différent. Dans ce premier cimetière, les tombes ont été creusées dans le sol sous-jacent. Appelées « tombes en chaussette », elles sont constituées d'un puits cylindrique, d'un diamètre inférieur à 1 m sur 0,50 à 1,30 m de profondeur, se terminant par une cellule latérale où était entreposé le corps en position fléchie. L'extrémité supérieure du puits était fermée soit par une dalle de pierre ou un plancher en bois, soit par un tas de pierre quand la tombe était surmontée d'une stèle phallique. Aucune de ces tombes n'a livré de matériel archéologique.

## Essai d’interprétation
Selon R. Joussaume, il s'agit de deux cimetières superposés édifiés par deux peuples différents disposant de pratiques funéraires distinctes. Les premiers enterraient leur défunts dans des tombes creusées, à usage unique, sans aucun mobilier d’accompagnement. Sur ces tombes, ils dressaient éventuellement des stèles phalliques. Les seconds déposaient leurs morts au-dessus du sol, dans des tombes individuelles ou collectives, et les recouvraient d'un tumulus de pierres. Les sépultures étaient éventuellement surmontées d'une stèle, récupérée sur le premier cimetière et redressée telle quelle ou réaménagée avec un nouveau décor, pour lui donner une allure anthropomorphe, réalisé avec des outils en métal. Les corps des défunts étaient accompagnés d'offrandes (poteries renfermant un contenu inconnu).
D'une manière générale, la mauvaise conservation des ossements n'a pas permis de les dater, mais la datation par le carbone 14 d'une planche de bois recouvrant un puits dans le premier cimetière indique une période comprise entre 1050 et 1280 de notre ère. Le premier cimetière aurait donc été utilisé au XIe siècle / XIIe siècle. Le délai qui s'est écoulé entre les deux occupations est inconnu mais on peut remarquer que le second peuple a conservé la coutume consistant à dresser des stèles phalliques. Cette pratique demeure d'ailleurs toujours en usage, mais sous la forme de sculptures en bois, chez les peuples Konso du sud de l'Éthiopie.